# Grisselgrunden (Brändö, Åland)
Grisselgrunden är skär i Åland (Finland). De ligger i Skärgårdshavet och i kommunen Brändö i landskapet Åland, i den sydvästra delen av landet. Öarna ligger omkring 76 kilometer nordöst om Mariehamn och omkring 220 kilometer väster om Helsingfors.
Arean för den av öarna koordinaterna pekar på är 5,1 hektar och dess största längd är 360 meter i sydväst-nordöstlig riktning. Trakten är glest befolkad. Närmaste större samhälle är Brändö, 16,3 km söder om Grisselgrunden.